# Project I.G.I.
Project I.G.I. (in Nordamerika als Project I.G.I.: I'm Going In veröffentlicht) ist ein Taktik-Shooter, der von Innerloop Studios entwickelt und im Dezember 2000 von Eidos Interactive veröffentlicht wurde.

## Handlung
Die Spielhandlung findet im post-sowjetischen Russland statt. Der Protagonist Jones infiltriert mit Hilfe von Anya die Basis eines russischen Waffenhändlers namens Jach Priboi, um diesen gefangen zu nehmen und Informationen über einen gestohlenen Sprengkopf zu erhalten. Dies gelingt ihm, aber die Evakuierung scheitert. Die ihm feindlich gesinnten Russen nehmen Priboi und Jones’ Ausrüstung mit, sodass sein weiterer Auftrag darin besteht, sich dieser wieder zu bemächtigen. Ein weiteres Missionsziel ist die erneute Gefangennahme von Priboi. Als er durch ein Verhör erfährt, dass die für den Diebstahl verantwortliche E.K.K. eine Spionin für die Russin ist, macht er sich auf den Weg, um sie zu fangen und die Atomwaffe zu finden. E.K.K. entkommt bei ihrem ersten Treffen mit Jones, aber Jones tötet sie, nachdem er auch ihr zweites Versteck gefunden hat.

## Bewertungen
Bei der Veröffentlichung erhielt der Ego-Shooter gemischte Kritiken aufgrund einer Reihe von Mängeln, darunter schlecht programmierte Künstliche Intelligenz, das Fehlen einer Savegame-Funktion während des Spiels und das Fehlen eines Multiplayers.
Gelobt wurde hingegen das Sounddesign und die Grafik, unter anderem dank der Verwendung einer proprietären Engine, die zuvor in Innerloops Videospiel Joint Strike Fighter verwendet wurde.
Project I.G.I. erhielt einen „Silber“-Verkaufspreis von der Entertainment and Leisure Software Publishers Association, der für einen Verkauf von mindestens 100.000 Exemplaren verliehen wird.

## Fortsetzung und Prequel
Im Jahr 2003 erschien die Fortsetzung I.G.I.-2: Covert Strike. Ein Prequel namens I.G.I. Origins wurde im Jahr 2019 für das Jahr 2021 angekündigt, erschien jedoch (Stand 2023) nie. Das für die Produktion des Spiels zuständige Entwicklerstudio Antimatter Games wurde im Jahr 2023 durch das Mutterunternehmen Enad Global 7 geschlossen.